# Grand Prix automobile d'Allemagne 1983
Résultats du Grand Prix d'Allemagne de Formule 1 1983 qui a eu lieu sur le circuit d'Hockenheim le 7 août 1983.

## Classement
| Pos. | No | Pilote             | Écurie            | Tours | Temps/Abandon                      | Grille | Points |
| ---- | -- | ------------------ | ----------------- | ----- | ---------------------------------- | ------ | ------ |
| 1    | 28 | René Arnoux        | Ferrari           | 45    | 1 h 27 min 10 s 319 (210,525 km/h) | 2      | 9      |
| 2    | 22 | Andrea De Cesaris  | Alfa Romeo        | 45    | + 1 min 10 s 652                   | 3      | 6      |
| 3    | 6  | Riccardo Patrese   | Brabham-BMW       | 45    | + 1 min 44 s 093                   | 8      | 4      |
| 4    | 15 | Alain Prost        | Renault           | 45    | + 2 min 00 s 750                   | 5      | 3      |
| Dsq. | 8  | Niki Lauda         | McLaren-Ford      | 44    | Disqualifié                        | 18     |        |
| 5    | 7  | John Watson        | McLaren-Ford      | 44    | + 1 tour                           | 23     | 2      |
| 6    | 2  | Jacques Laffite    | Williams-Ford     | 44    | + 1 tour                           | 15     | 1      |
| 7    | 29 | Marc Surer         | Arrows-Ford       | 44    | + 1 tour                           | 20     |        |
| 8    | 25 | Jean-Pierre Jarier | Ligier-Ford       | 44    | + 1 tour                           | 19     |        |
| 9    | 30 | Thierry Boutsen    | Arrows-Ford       | 44    | + 1 tour                           | 14     |        |
| 10   | 1  | Keke Rosberg       | Williams-Ford     | 44    | + 1 tour                           | 12     |        |
| 11   | 34 | Johnny Cecotto     | Theodore-Ford     | 44    | + 1 tour                           | 22     |        |
| 12   | 4  | Danny Sullivan     | Tyrrell-Ford      | 43    | + 2 tours                          | 21     |        |
| 13   | 5  | Nelson Piquet      | Brabham-BMW       | 42    | Incendie                           | 4      |        |
| Abd. | 16 | Eddie Cheever      | Renault           | 38    | Pompe à essence                    | 6      |        |
| Abd. | 32 | Piercarlo Ghinzani | Osella-Alfa Romeo | 34    | Moteur                             | 26     |        |
| Abd. | 26 | Raul Boesel        | Ligier-Ford       | 27    | Soupape                            | 25     |        |
| Abd. | 23 | Mauro Baldi        | Alfa Romeo        | 24    | Moteur                             | 7      |        |
| Abd. | 36 | Bruno Giacomelli   | Toleman-Hart      | 19    | Turbo                              | 10     |        |
| Abd. | 35 | Derek Warwick      | Toleman-Hart      | 17    | Moteur                             | 9      |        |
| Abd. | 40 | Stefan Johansson   | Spirit-Honda      | 11    | Moteur                             | 13     |        |
| Abd. | 27 | Patrick Tambay     | Ferrari           | 11    | Moteur                             | 1      |        |
| Abd. | 11 | Elio De Angelis    | Lotus-Renault     | 10    | Moteur                             | 11     |        |
| Abd. | 3  | Michele Alboreto   | Tyrrell-Ford      | 4     | Pompe à essence                    | 16     |        |
| Abd. | 12 | Nigel Mansell      | Lotus-Renault     | 1     | Surchauffe                         | 17     |        |
| Abd. | 33 | Roberto Guerrero   | Theodore-Ford     | 0     | Moteur                             | 24     |        |
| Nq.  | 17 | Kenny Acheson      | RAM-Ford          |       | Non qualifié                       |        |        |
| Nq.  | 31 | Corrado Fabi       | Osella-Alfa Romeo |       | Non qualifié                       |        |        |
| Nq.  | 9  | Manfred Winkelhock | ATS-BMW           |       | Non qualifié                       |        |        |

## Pole position et record du tour
- Pole position : Patrick Tambay en 1 min 49 s 328 (vitesse moyenne : 223,815 km/h).
- Meilleur tour en course : René Arnoux en 1 min 53 s 938 au 12e tour (vitesse moyenne : 214,759 km/h).

## Tours en tête
- Patrick Tambay : 1 (1)
- René Arnoux : 37 (2-23 / 31-45)
- Nelson Piquet : 7 (24-30)

## À noter
- 6e victoire pour René Arnoux.
- 87e victoire pour Ferrari en tant que constructeur.
- 87e victoire pour Ferrari en tant que motoriste.
- Niki Lauda a été disqualifié pour avoir bénéficié d'une aide extérieure.